# Pristimantis conservatio
Pristimantis conservatio é uma espécie de anfíbio caudado da família Strabomantidae. Está presente na Venezuela. A UICN classificou-a como vulnerável.